# Un concerto italiano
Un concerto italiano è un album della cantante italiana Manuela Villa, pubblicato nel 1994. Contiene anche Una vecchia canzone italiana (autori Stefano Jurgens-Marcello Marrocchi), brano presentato quell'anno al Festival di Sanremo.

## Tracce
1. Dal fango al cielo blu – 4:15
2. Il nostro concerto – 3:15 (testo: Giorgio Calabrese – musica: Umberto Bindi)
3. Torna a Surriento – 3:16
4. Unforgettable / Non dimenticar – 2:59
5. Nessun dorma – 2:37
6. L'amore è una cosa meravigliosa – 3:30
7. Sabato banale – 4:25
8. Telefoniamoci – 4:45
9. E lucean le stellè – 2:32
10. Et maintenant – 3:49
11. Rumba delle noccioline – 2:35
12. Binario – 2:56
13. 'O sole mio – 3:35 (testo: Giovanni Capurro – musica: Edoardo di Capua)
14. Una vecchia canzone italiana – 3:59 (testo: Stefano Jurgens – musica: Marcello Marrocchi)